# Comté de Berrien (Géorgie)
Pour les articles homonymes, voir Berrien et comté de Berrien.
Le comté de Berrien est un comté de Géorgie, aux États-Unis.

## Démographie
| 1860  | 1870  | 1880  | 1890   | 1900   | 1910   |
| ----- | ----- | ----- | ------ | ------ | ------ |
| 3 475 | 4 518 | 6 619 | 10 694 | 19 440 | 22 722 |

| 1920   | 1930   | 1940   | 1950   | 1960   | 1970   |
| ------ | ------ | ------ | ------ | ------ | ------ |
| 15 573 | 14 646 | 15 370 | 13 966 | 12 038 | 11 556 |

| 1980   | 1990   | 2000   | 2010   | - | - |
| ------ | ------ | ------ | ------ | - | - |
| 13 525 | 14 153 | 16 235 | 19 286 | - | - |